# Lasthenia kunthii
Lasthenia kunthii là một loài thực vật có hoa trong họ Cúc. Loài này được (Less.) Hook. & Arn. mô tả khoa học đầu tiên năm 1841.